# 三浦屋助六
三浦屋 助六（みうらや すけろく、本名:三浦茂、1957年 - ）は、日本のAV男優、汁男優、手配師（汁親）。別名「グラップラー液」。1999年、AV男優デビュー。

## 来歴・人物
- 元・建築家。
- ジャック天野、ダイナマイト幸男と並ぶ、極みキモメン男優の代表格。容姿に反して巨根。
- 主に汁男優を現場に派遣する「汁親」として活躍している。
- 自身も汁男優として参加する他、本番行為も出来る。各メーカーのキモ男優シリーズに頻繁に登場し、二宮沙樹や緒川りおなど多数の単体女優を、複数のキモ男優で囲み凌辱するのがパターンとなっている。ハメしろを見せるしっかりとしたピストンを得意とする。
- 特に緒川りおは、2015年から2017年にかけて3作品にて三浦屋をキャスティングされ、全作品にて漏れなくハメられている（3作品4本番）。また本番行為のみならずタンツボキスをも何度も決められている。
- 汁男優時代の一徹の面倒をみていた[2]。

## 代表作
- キモメンにイカされる〇〇（2007年2月〜10月、アキノリ、全5作、対戦女優：立花里子、持田茜、姫野愛、姫野りむ、我那覇レイ）
- キモ男に犯される〇〇（2007年11月〜2011年10月、マルクス兄弟、全22作、対戦女優：加藤ツバキ、浜崎りお、妃乃ひかり、堀口奈津美、浅田ちち、花野真衣、小日向しおり、村上里沙、北島玲、北原夏美、大沢佑香、高坂保奈美、吉沢みなみ、須真杏里、モカ、佐伯奈々、村上涼子、早川瀬里奈、水城奈緒、篠めぐみ、今村美穂、北条麻妃）
- 美少女奴隷ペット（2013年〜2015年、マキシング、全2作、対戦女優：井上優奈、みくるみく）
- ラブキモメン（2014年〜2015年、エスワン、全11作、対戦女優：奥田咲、瑠川リナ、夢乃あいか、ティア、成海うるみ、きみの歩美、新山らん、宇佐美まい、涼木みらい、緒川りお、奥菜莉乃）
- 超濃厚キモメン汁　ぶっかけ&ごっくん大量ザーメンスペシャル（2017年、kawaii、全2作、対戦女優：緒川りお、鈴木心春）